# شو شین (بازیکن تنیس روی میز)
شو شین (انگلیسی: Xu Xin؛ زادهٔ ۸ ژانویهٔ ۱۹۹۰) یک بازیکن تنیس روی میز اهل جمهوری خلق چین است.
وی در مسابقات کشوری و بین‌المللی در مجموع برنده ۱۲ مدال طلا، ۳ مدال نقره، ۳ مدال برنز شده‌است.